# Văn nghệ sĩ
Văn nghệ sĩ ở Việt Nam hay còn gọi là vân thuật gia 芸術家 hoặc げいじゅつか (geijutsuka) ở Nhật Bản là người chuyên sáng tác, sáng tạo và thể hiện, trình diễn các tác phẩm văn học - nghệ thuật. Ngoài ra có từ "nghệ sĩ" mang nội dung tương tự nhưng hàm nghĩa hẹp hơn, chỉ gói gọn trong lĩnh vực nghệ thuật mà không bao gồm cả mảng văn học.

## Các kiểu văn nghệ sĩ
- Tác giả - Nhà sáng tạo - Giám đốc sáng tạo:
  - Nghệ sĩ
  - Nhà văn
  - Người quay phim - Nhà viết kịch
- Nhạc sĩ - Nghệ sĩ âm nhạc:
  - Người viết lời bài hát
  - Nhà soạn nhạc
  - Nhạc công
  - Ca sĩ/Diva (Nữ danh ca)[3]
- Biên đạo múa - Vũ công - Nghệ sĩ biểu biển
- Diễn viên:
  - Diễn viên kịch
  - Diễn viên điện ảnh
  - Diễn viên truyền hình
  - Diễn viên võ thuật
  - Diễn viên hài
  - Diễn viên lồng tiếng